# Citroën AX
Citroën AX is een automodel van het Franse automerk Citroën.

## Geschiedenis
De Citroën AX is een kleine personenwagen, die van 1986 tot 1998 werd gebouwd. Het model werd op de Mondial de l'Automobile in 1986 gelanceerd om geleidelijk enkele verouderde modellen van het merk te vervangen, te beginnen met de LNA. In 1987 verscheen de 5-deurs AX als opvolger van de Visa, en vanaf 1990 ook van de 2CV en Axel.
Anders dan de Axel in 1984 werd de AX goed geaccepteerd door het publiek en werd gezien als een vooruitgang ten opzichte van de Visa en de LNA. Aan de andere kant waren de kopers van de 2CV minder lovend vanwege de hogere aankoopprijs van de AX.
De AX was eerst alleen verkrijgbaar als 3-deurs, met 1.0, 1.1, 1.3 (Sport) en 1.4 liter motoren. De 1.4 was tevens verkrijgbaar in dieselversie. Later kwamen er nog een 1.5 liter dieselversie en 5-deursversie bij. Voor het eerst werd er in de kleinste Citroën geen luchtgekoelde tweecilinder Citroënmotor meer geleverd zoals in de Visa, LN(A) en 2CV, maar uitsluitend watergekoelde viercilinder PSA TU motoren. De latere Peugeot 106 en Citroën Saxo vertoonden veel technische overeenkomsten met de AX.
Het snelste productiemodel was de AX Sport met een 95 pk benzinemotor van 1.3 liter met dubbele carburateur. Deze uitvoering werd in 1992 vervangen door de AX GTI met een 95 pk benzinemotor van 1.4 liter met multipoint injectie. Op enkele markten was er ook een vierwielaangedreven versie verkrijgbaar met een 75 pk 1.4 liter benzinemotor.

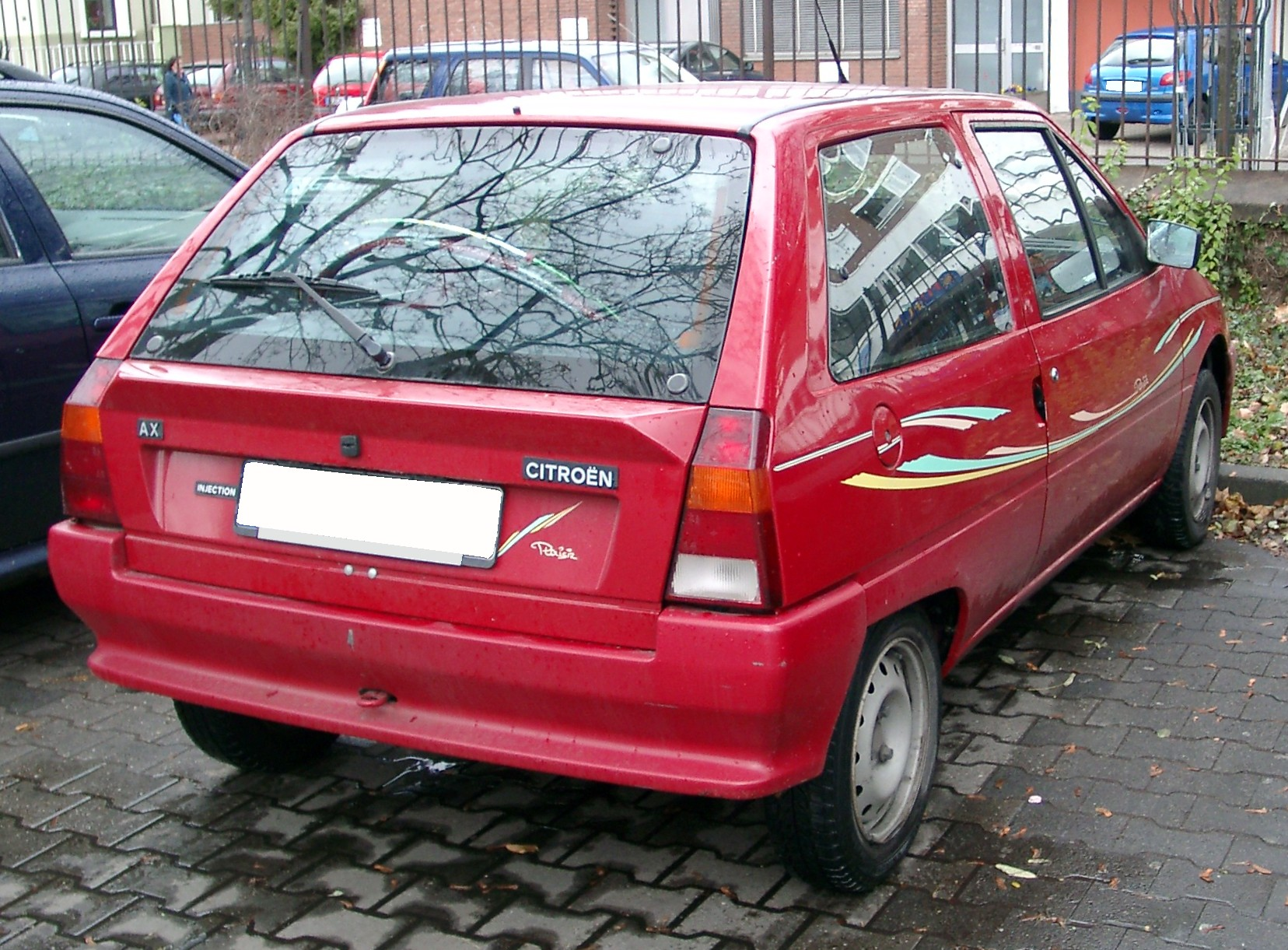
Achteraanzicht Citroën AX Plaisir (Duitse uitvoering, anders ten opzichte van de Nederlandse AX Plaisir)
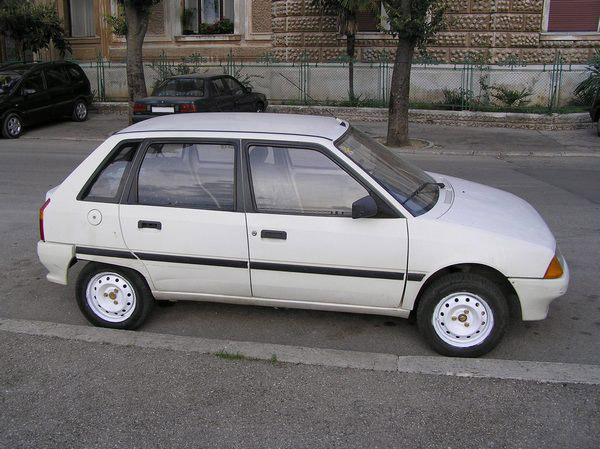
Citroën AX 5-deurs (1988-1991)
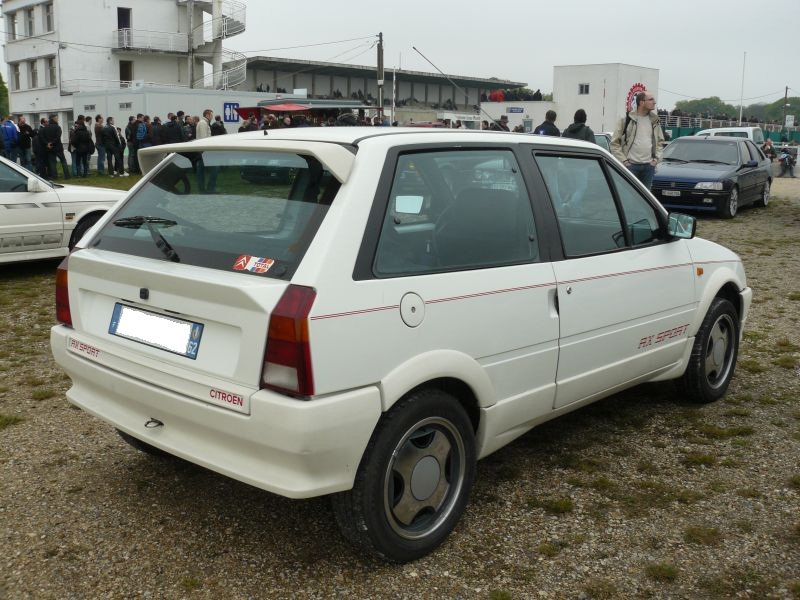
Citroën AX Sport (1987-1988)

## Ontworpen op zuinigheid
De AX was erg zuinig, hoofdzakelijk te danken aan de goede aerodynamica (Cw-waarde van 0,31), wat vrij uitzonderlijk was voor deze klasse van kleine personenauto's. Ook het lage gewicht van 650 kg voor de basisversie was een van de economische voordelen van de wagen. Dit lage gewicht werd bereikt door verschillende lichte materialen toe te passen. De achterklep was bijvoorbeeld geheel van kunststof.
De AX 1.5D had een reëel verbruik van circa 1:24 (opgave in folder: 1:30), de AX 1.4 TGS had een reëel verbruik van 1:15 en de 1.1 First een reëel verbruik van 1:17/18. De AX 1.4 diesel had een reëel verbruik van 1:25.

## Facelift
In 1991 kreeg de AX een ingrijpende facelift, gebaseerd op zijn grote broer ZX. Het dashboard kreeg een meer volwassen uitstraling met minder hoekig en goedkoop ogend plastic, de bumpers werden gladder van vorm, de achterlichten hadden een rode achteruitrijlamp in plaats van wit, de richtingaanwijzers vooraan werden dan weer wit in de plaats van oranje, er kwamen betere stoelen, er werd gebruikgemaakt van betere materialen, het logo op de motorkap ging naar het midden, en de geluidsisolatie werd verbeterd. In 1995 heeft er wederom een facelift plaatsgevonden. Echter de ingrepen waren zeer gering. Vooral de grille onder de motorkap is veranderd. Verder zijn er weinig wijzigingen.

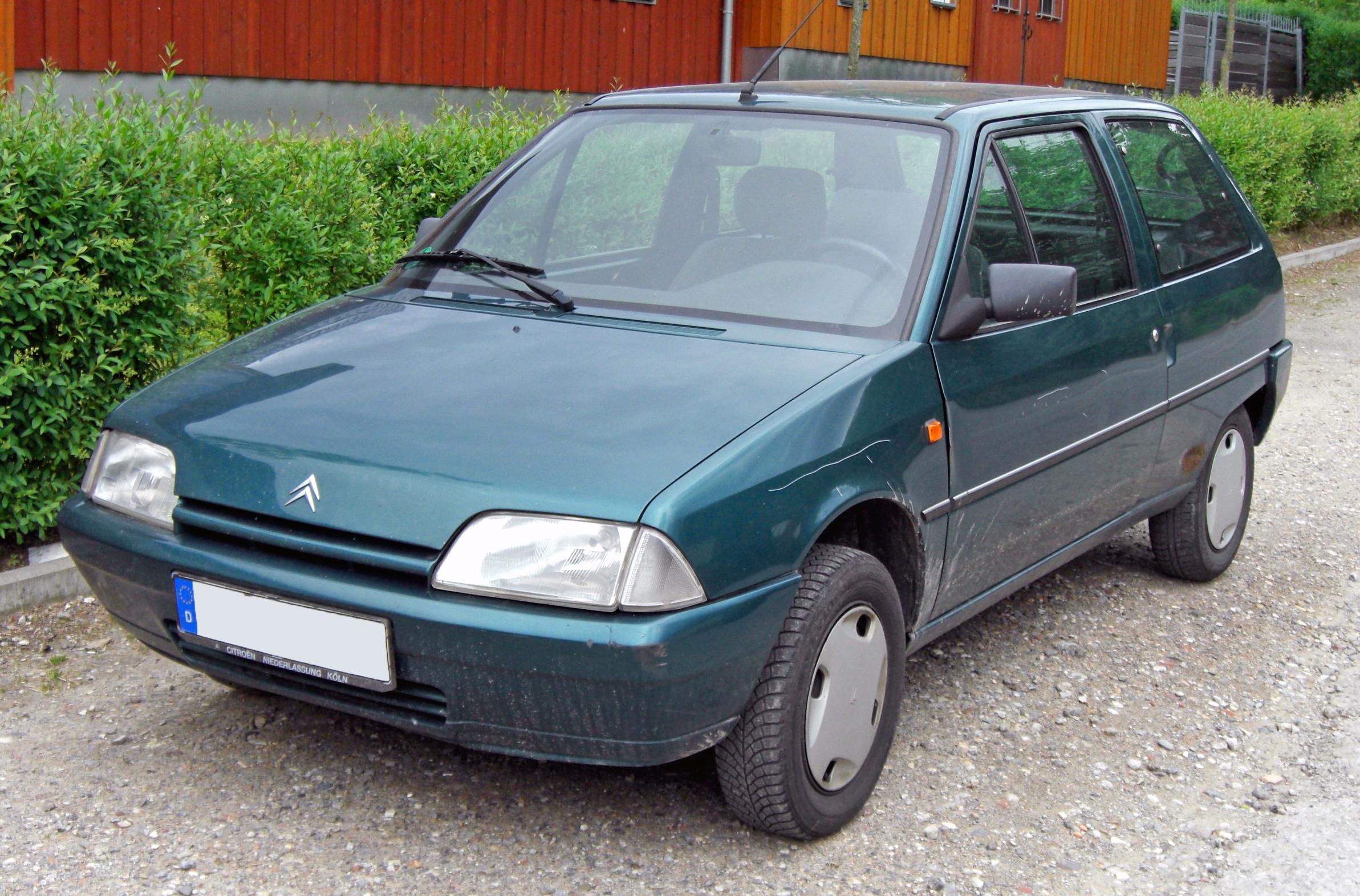
Citroën AX 3-deurs (1991-1998)
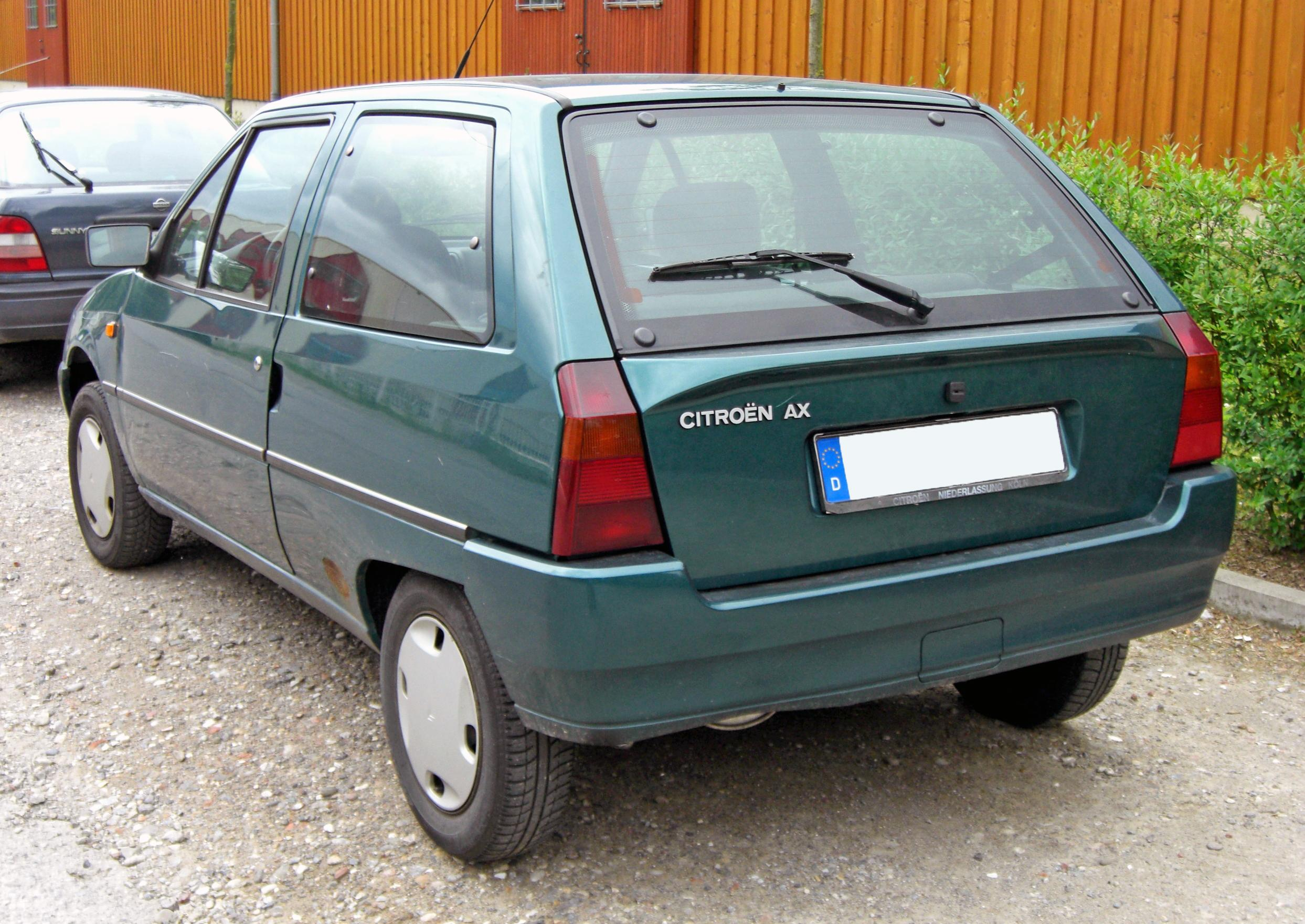
Achteraanzicht
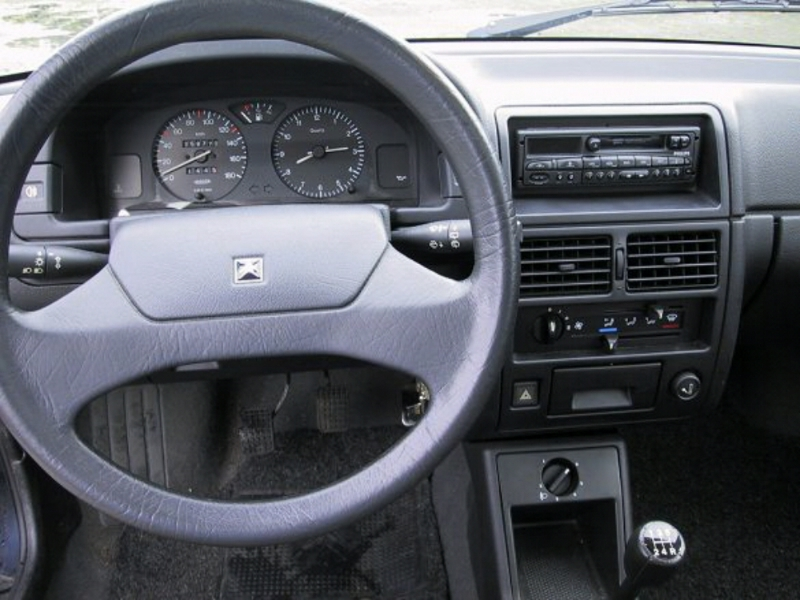
Dashboard

De opvolger werd de Citroën Saxo. Net als de Peugeot 106 was deze op veel punten technisch gelijk aan de AX.